# Harpochytrium hyalothecae
Harpochytrium hyalothecae är en svampart som beskrevs av Lagerh. 1890. Harpochytrium hyalothecae ingår i släktet Harpochytrium och familjen Harpochytriaceae.   Inga underarter finns listade i Catalogue of Life.